# Cimante
Die Cimante ist ein kleiner Fluss in Frankreich, der im Département Jura in der Region Bourgogne-Franche-Comté verläuft und nach rund 11 Kilometern im Rückstau des Lac de Vouglans als linker Nebenfluss in den Ain mündet.

## Verlauf
Die Cimante entspringt im Regionalen Naturpark Haut-Jura auf dem Gemeindegebiet von Châtel-de-Joux im Waldstück Bois de l’Assencière im Forêt de la Joux nahe Étival. Sie fließt zuerst in südwestliche Richtung und durchquert kurz nach ihrer Quelle den Lac de l’Assencière. Wenig später, nach der Einmündung des Ruisseau de Giron auf dem Gemeindegebiet von Meussia, ändert sie ihren Kurs und fließt nun in nordwestliche Richtung. Sie durchfließt den östlichen Teil der Gemeinde Meussia und bildet wenig später deren Grenze zu Thoiria, beziehungsweise die Grenze zwischen den Arrondissements Saint-Claude und Lons-le-Saunier. Ab der Einmündung des Ruisseau de Germange bildet sie die Grenze zwischen Thoiria und Coyron, ehe sie wenig später zwischen Coyron und Barésia-sur-l’Ain in den Stausee Lac de Vouglans mündet.

## Sehenswürdigkeiten
- Wasserfall Le Saut Girard am Gemeindegebiet von Meussia